# Extractivisme
L’extractivisme est l’exploitation massive des ressources de la nature ou de la biosphère. La notion d'extractivisme est large et polysémique puisqu'elle désigne toutes les formes et tous les moyens d'exploitation industrielle de la nature. Selon la théorie marxiste, le travail ouvrier lié aux processus d'extraction des ressources représente également une forme d'extractivisme. L'extractivisme consiste à extraire, directement dans le milieu naturel et sans retour vers lui, des ressources naturelles qui ne se renouvellent pas ou peu, lentement, difficilement ou coûteusement. Ce qui est extrait peut être des matières ou matériaux, des organismes vivants (plantes, champignons, animaux), des sources d'énergie (ex : uranium, hydrocarbures fossiles, bois-énergie ou biomasse) ou des molécules[Quoi ?].
L'extractivisme est exercé par des moyens industriels, localement dans le cas des carrières et plus largement dans le cas de la pêche industrielle ou de l'exploitation des forêts tropicales. L'extractivisme nécessite des réseaux de transports très importants (routes, voies ferrées, canaux, pistes d'atterrissage, pipe-lines, ligne à haute-tension, navires marchands ou technique, etc.) et participe ainsi massivement à la crise énergétique et au changement climatique. Dans le cas de ressources peu ou lentement renouvelables, il a comme limite la surexploitation (ex : surpêche) et dans le cas de ressources rares, sa limite est l'épuisement de la ressource (ex : ressources en eaux, en minerai, etc.).

## Exemples (non limitatifs)
L'extractivisme concerne par exemple les ressources en eaux souterraines et superficielles (eaux minérales y compris), les ressources minières, pétrolières, gazière (gaz de schiste et de couche y compris), les ressources minérales (graviers, sable, pierre, argile...) et en métaux et métalloïdes (par exemple sous forme de nodules polymétalliques en mer), les ressources forestières (notamment en forêt tropicale et tout particulièrement en Amazonie,,,), etc.
Par extension, ce concept est parfois étendu aux formes industrielles d'extraction d'énergie (uranium, bois-énergie, biomasse énergie, énergie hydraulique via les grands barrages hydroélectriques).
Un même milieu peut être soumis à plusieurs formes d'extractivisme qui vont cumuler ou respectivement exacerber leurs effets négatifs à court, moyen ou long terme. Par exemple, dans de nombreuses forêts tropicales, l'extractivisme végétal voit ses effets écologiques, sanitaires et sociaux exacerbés par une collecte intensive de viande de brousse et l'orpaillage ou d'autres activités minières, pétrolières ou gazières.

## Enjeux éthiques socioéconomiques et environnementaux

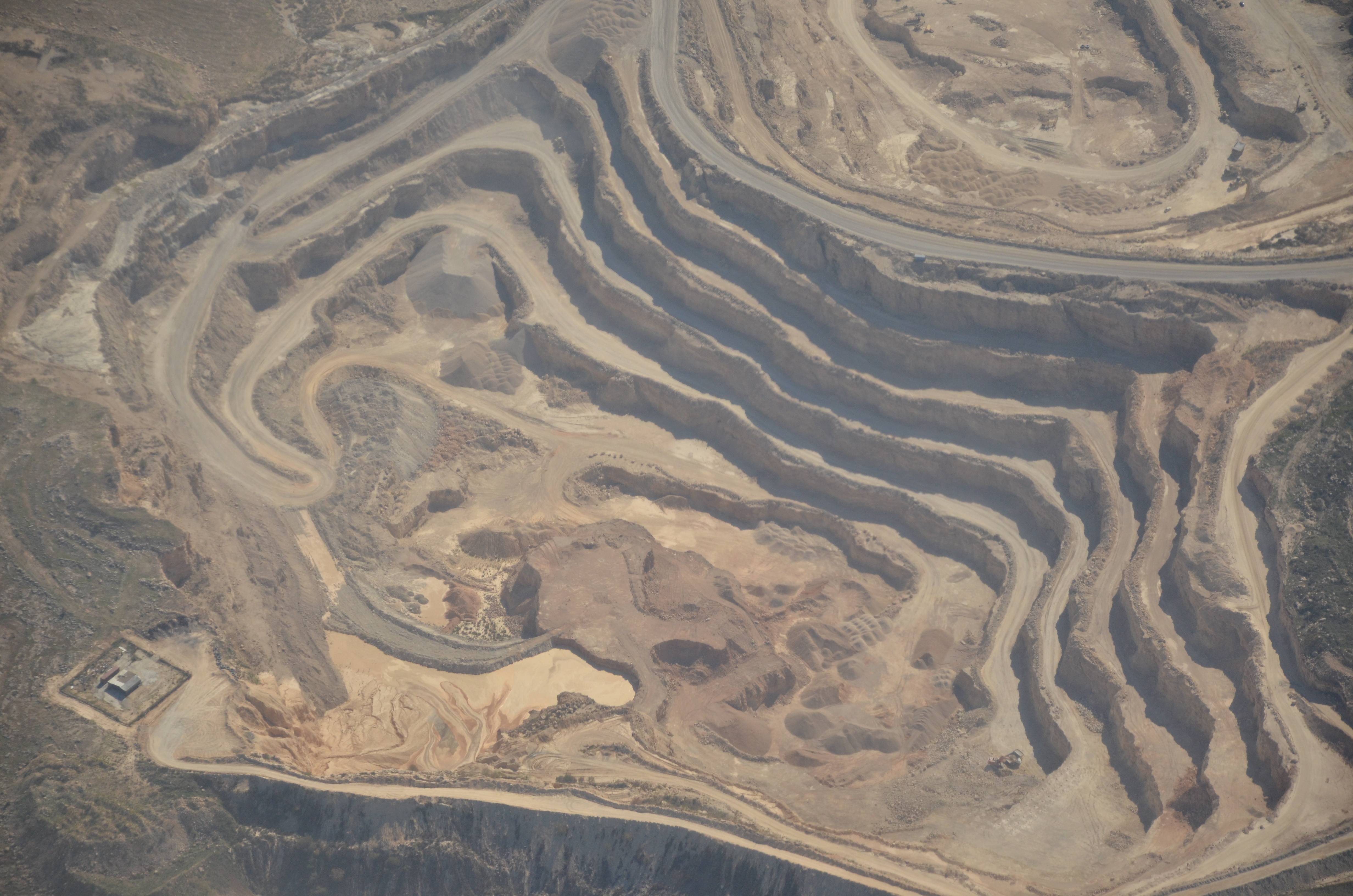
Les grandes carrières de roches sont l'une des manifestations les plus visibles de l'extractivisme mais il en existe beaucoup d'autres

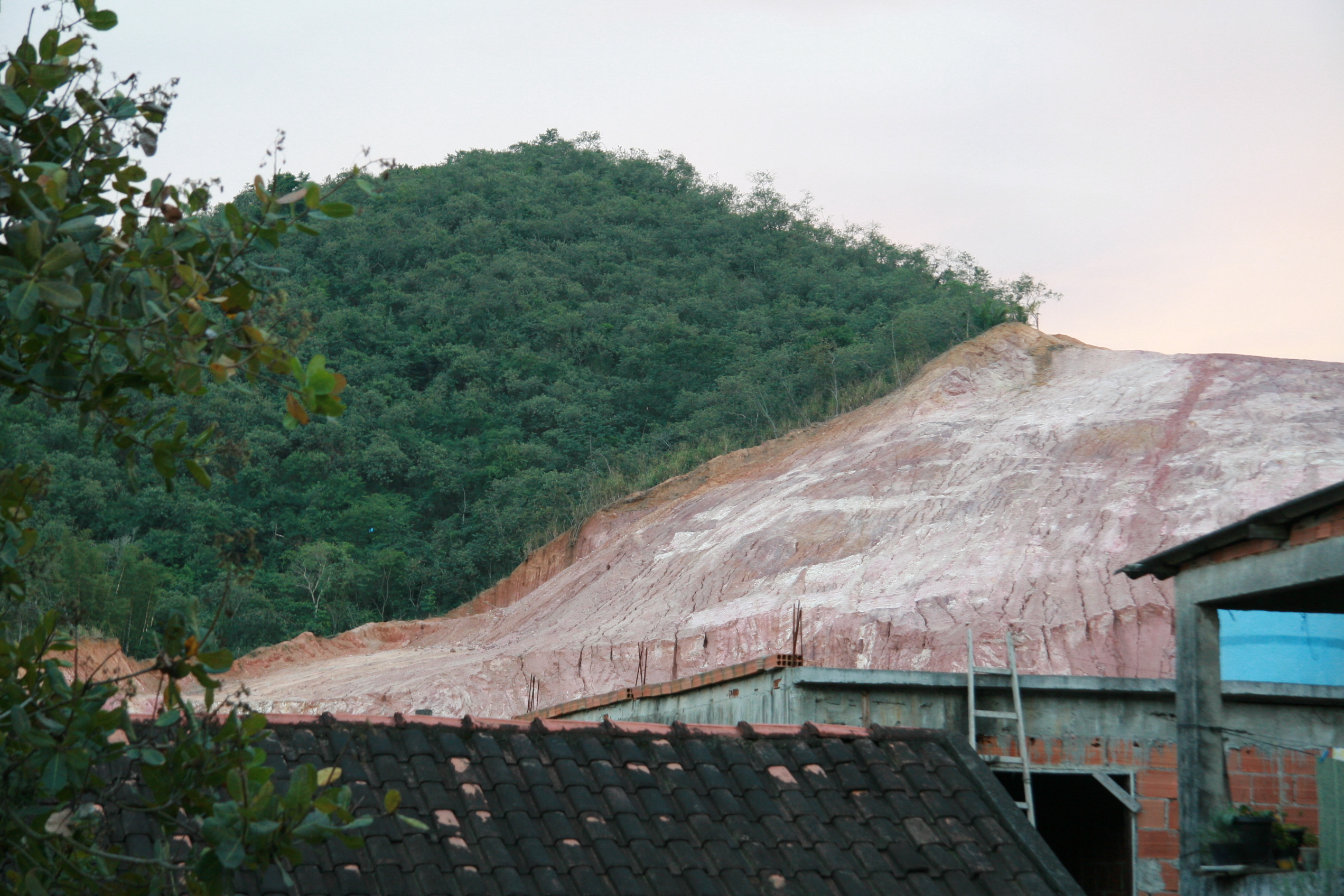
Déforestation de la forêt humide à Rio de Janeiro pour l'extraction d'argile pour le Génie civil.

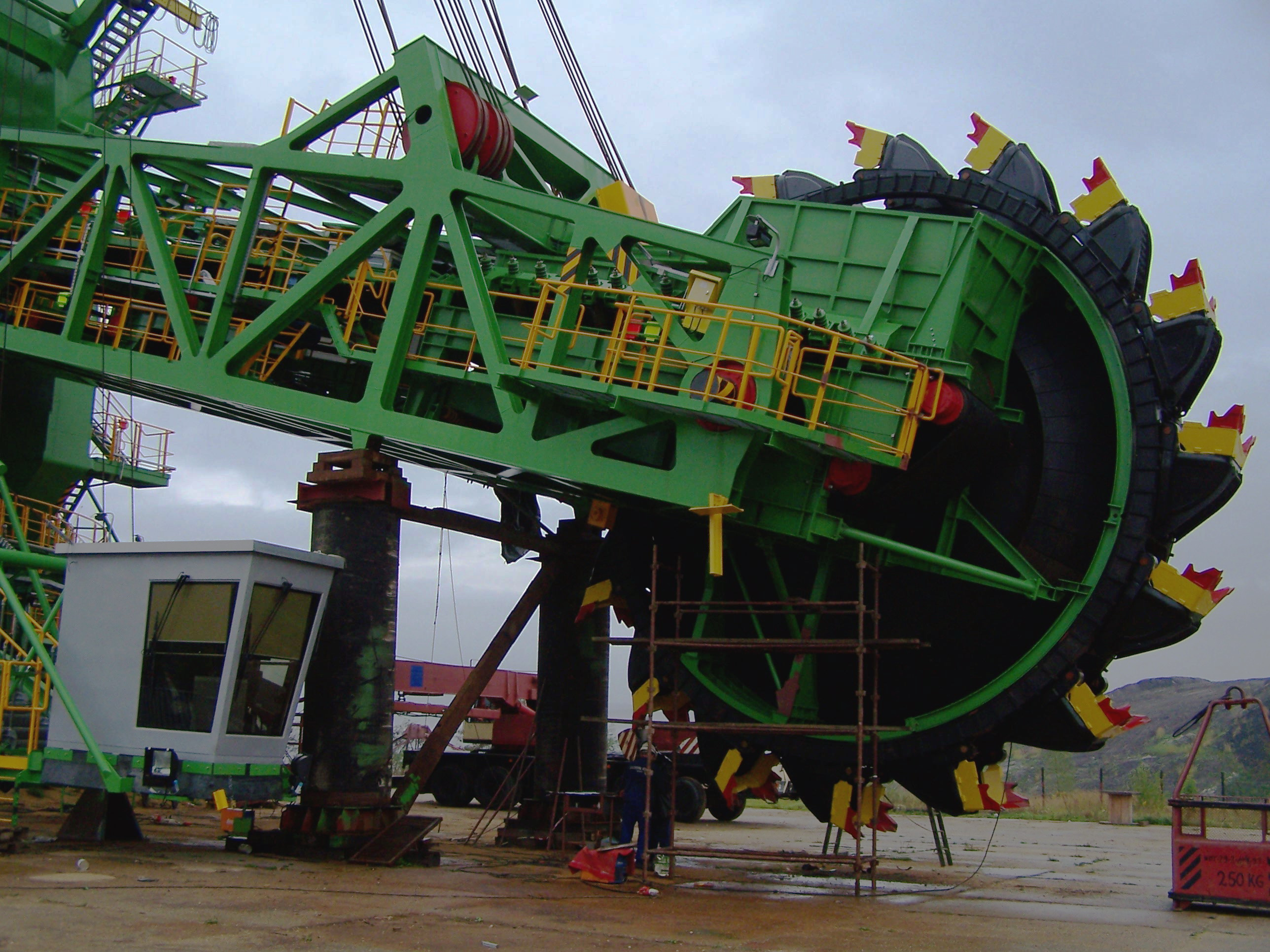
L'extractivisme s'appuie aussi sur des moyens mécaniques de plus en plus puissants et sophistiqués

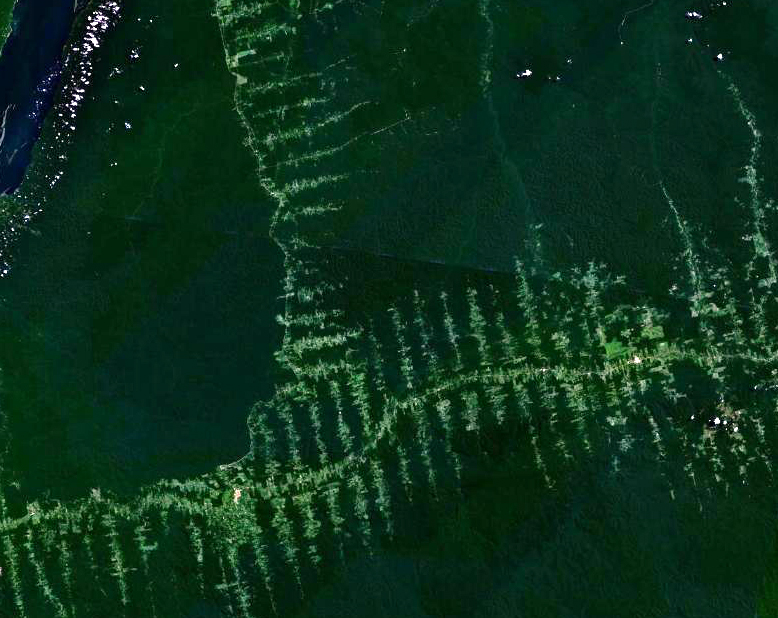
En Zone tropicale l'extractivisme forestier s'est appuyé sur les fleuves (pour le caoutchouc par exemple) puis sur les réseaux routiers et ferroviaires, qui sont de nouvelles voies de pénétration, le long desquelles la déforestation s'installe ou s'intensifie.

L'extractivisme est une forme de développement à court terme, non durable, de plus en plus controversée, parce qu'il pousse à surexploiter ou faire disparaitre certaines ressources naturelles.
Ce mode d'exploitation industrielle de la nature est en effet source de nombreux conflits avec des populations autochtones et les organisations environnementales. selon Anna Bednik, le concept d'extractivisme est d'ailleurs né de mouvements sociaux-environnementaux de personnes et groupes s’organisant pour résister à des projets de grandes entreprises nationales voire transnationales qui menaçaient leurs terres, sols, ressources, etc., dont dans des zones naturelles préservées. Il désigne aussi des enjeux sociaux, politiques, environnementaux et de développement durable, car il est en partie à l'opposé de démarches telles que le recyclage, le zéro-déchet, l'économie circulaire et de la fonctionnalité, la sobriété énergétique ou la décroissance soutenable qui visent au contraire à préserver ces ressources pour les générations futures.
Il est aussi une menace pour la biodiversité et parfois pour les populations autochtones ; menace directe par la destruction d'habitats (souvent irréversible à échelle humaine de temps) et par la pollution et le dérangement induits par les chantiers d'extraction ou les campagnes d'exploration, et une menace indirecte, car les routes et pistes forestières spécialement créées pour donner accès aux ressources naturelles en forêt, en montagne, dans la toundra ou les tourbières, sont ensuite utilisées par d'autres acteurs pour exploiter d'autres ressources toujours plus loin et plus facilement.
Il existe aussi des enjeux d'éthique environnementale, car les ressources naturelles ne sont pas géographiquement et équitablement partagées et accessibles dans le monde. Beaucoup de populations autochtones ont été spoliées de ressources vitales pour elles lors des processus coloniaux ou dits néocoloniaux d'appropriation des ressources.
Selon le dernier rapport de l'ONU, l'intensité de l'extraction augmente plus vite que la population et le PIB, et l'organisation mondiale s’inquiète des conséquences. L'ONU ne remet pas en cause la croissance, mais appelle de ses vœux un découplage entre l'utilisation des matériaux et les impacts dus à la croissance.

## Sémantique
Dans son livre Tout peut changer, Naomi Klein parle d'extractivisme (extractivism en anglais).
Il faut plusieurs siècles pour qu'un arbre tropical au bois dur atteigne sa taille adulte. En forêt tropicale et notamment au Brésil, l'extractivisme (francisation du portugais extrativismo) a peu à peu désigné un principe d'exploitation sylvicole se résumant à la cueillette à des fins commerciales des ressources naturelles non ligneuses de la forêt.
Le terme d'extractivisme a ensuite été adopté partout dans le monde. Au Brésil, il désigne avant tout une activité spécifique de l'Amazonie brésilienne où les produits de la forêt tiennent une part importante dans l'économie, notamment les fruits et les plantes médicinales. Il en dérive aussi une pratique sociale spécifique qu'on peut désigner aussi par le même terme.
Le sens du terme « extractivisme » est sensiblement différent en Amérique hispanophone (extractivismo en espagnol) et, par conséquent, les traductions dans d’autres langues reproduisent, alternativement, l’une des deux significations.
En Amérique hispanophone, le terme extractivisme se rapporte au départ aux industries extractives au sens strict (mines et hydrocarbures, correspondant en portugais à "extractivismo mineral"). Dernièrement, dans des milieux universitaires et altermondialistes, il est de plus en plus utilisé pour désigner de façon plus générale l’accélération de toutes les activités d’exploitation des ressources naturelles à échelle industrielle(y compris l’agro-industrie et jusqu’aux infrastructures facilitant les activités d’extraction), ainsi que la place centrale de ces secteurs d’activité pour les économies exportatrices de matières premières. Certains comme M. Duval parlent de « néo-extractivisme »
Un concept lié, né dans le cadre des tentatives de définitions de politiques et stratégies de conservation ou de gestion des ressources naturelles, est celui de « réserve extractiviste », système proposé par Chico Mendes et les collecteurs de caoutchouc de l'Acre (Brésil) en 1985 afin de leur permettre une extraction raisonnable du latex d'Hévéa, tout en garantissant une protection durable de la forêt (contre la conversion à l'agriculture ou à la sylviculture papetière notamment) et en permettant une participation des populations locales (promue par le label FSC pour la forêt).

Ainsi quatre réserves extractivistes ont été créées en 1990, comme unités de conservation (deux sont situées dans l'Acre, une dans l'Amapa et la dernière dans le Rondonia, couvrant au total plus de deux millions d'hectares et faisant vivre 22 252 personnes qui peuvent vivre en exploitant la forêt qui appartient à l'État, mais selon une concession de droit d'usage et un plan d'utilisation approuvé par l'Ibama. L'Agroforesterie ou l'agrosylviculture et l'écocertification forestière peuvent s'y associer.
L'établissement de ces réserves, souvent présentées comme un nouveau modèle de développement local et durable, n'a pas empêché le Brésil de renforcer ailleurs une stratégie extractiviste appuyée sur le développement de grandes infrastructures en forêt (routes, barrages, etc.), alors que l'on « sait que l'ouverture de routes modifie totalement les données de l'exploitation des ressources naturelles de la forêt. Elle attire les flux migratoires, donne naissance à un marché foncier, met en contact des migrants avec les populations indigènes encore isolées, accélère le déboisement... ».

## Critiques, débats
Un courant de pensée critique à l'égard de l'extractivisme s'est développé, avec par exemple N. Sersiron (2015) qui le considère comme une forme de vols, source d'une dette illégitime et exacerbant le dérèglement climatique. L'extractivisme forestier est notamment contesté.

Un film de Richard Desjardins, consacré aux mines au Canada et dénommé Trou story dénonce en particulier l'industrie des énergies fossiles au Canada. Anna Bednik et le collectif Aldeah en font une critique radicale, posant l'extractivisme comme un des maillons de la chaîne extraction-production-consommation : "L’extractivisme, démontre-t-elle parfaitement, est le “nom commun des multiples facettes de l’entreprise de prédation et de destruction” que l’on observe dans le monde entier, sous différentes configurations".
D'autres, comme la sociologue Florence Pinton et l'économiste Catherine Aubertin (2000), estiment qu'un certain extractivisme est encore nécessaire au développement, mais qu'il doit être pondéré et limité au vu des enjeux environnementaux, sociaux et de conservation pour permettre la soutenabilité et la durabilité de ce développement, ce qui reste difficile, le Brésil témoignant par exemple d'une versatilité face aux enjeux et demandes parfois contradictoires du marché et de la conservation.

### Vidéographie
- [vidéo] ARTE Découverte, « L'homme a mangé la Terre | ARTE », sur YouTube, 28 juillet 2021 (consulté le 31 juillet 2021).